# 바타타 바다
바타타 바다(마라티어: बटाटा वडा) 또는 바타테 바다(마라티어: बटाटे वडा)는 인도의 감자 요리이다. 으깬 감자를 여러 가지 양념과 섞은 다음 베산(벵골콩가루) 튀김옷을 입혀 튀겨 낸 음식이며, 마하라슈트라에서 유래했다.

## 사진

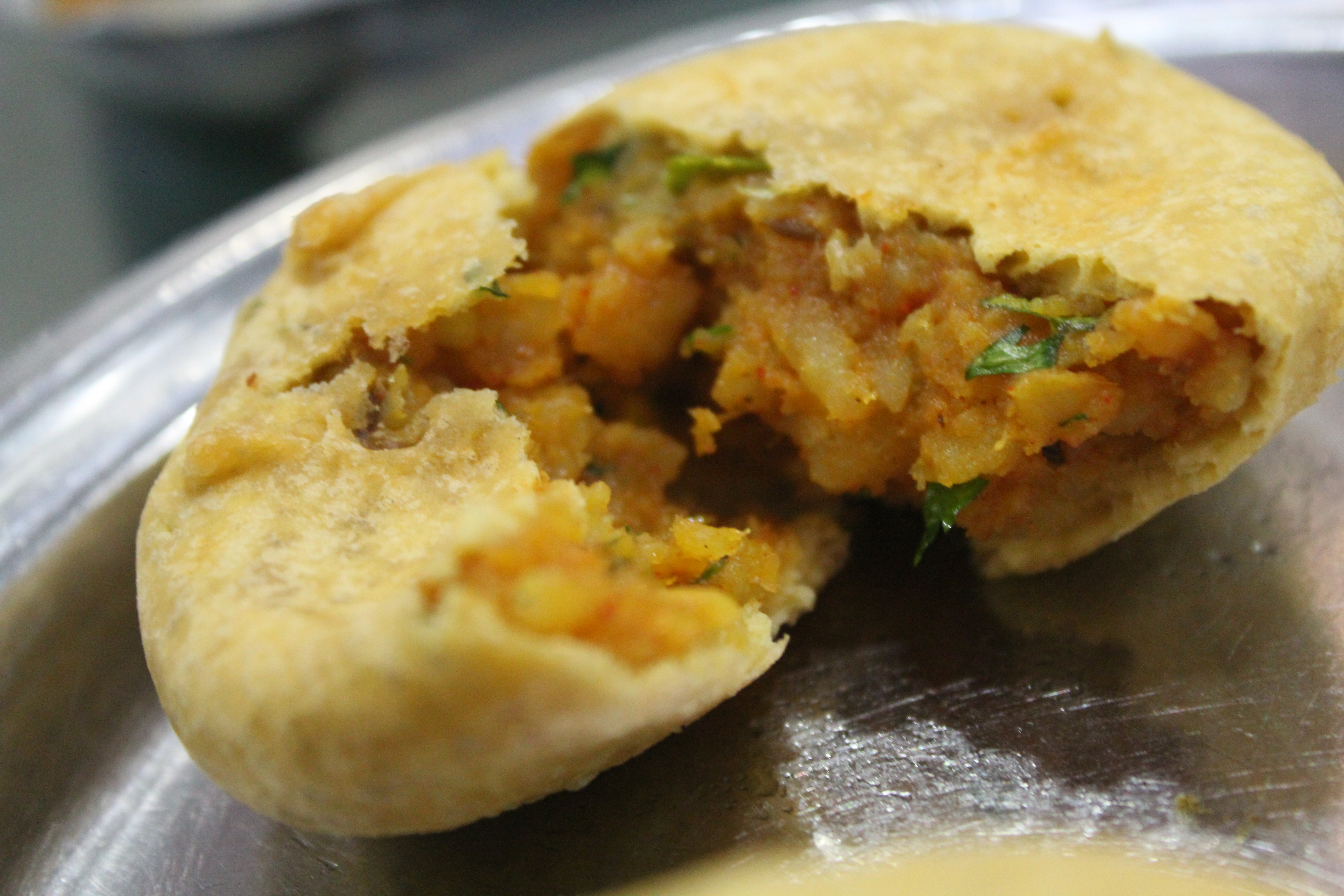
바타타 바다

## 같이 보기
- 바다 파브